# ハインリヒ・クレイ
ハインリヒ・クレイ（Heinrich Kley、1863年4月15日 - 1945年2月8日）はドイツのイラストレータ、画家である。

## 略歴
カールスルーエの銀細工師の息子に生まれた。1880年から1885年の間、カールスルーエの美術学校でフェルディナント・ケラーに学んだ。カールスルーエで壁画などの装飾画を描き、カールスルーエ、ミュンヘン、ベルリンの展覧会にも出展したが、画家としての成功は限られたものだった。
美術出版会社、Karlsruher Hofkunsthandlung Veltenの注文で1897年から1898年にドイツの街の景観を100点ほど描き、これが絵葉書として出版された。この絵葉書からクレイを知った製鉄会社から1901年に製造現場を描く依頼を受けた。精細な表現が好まれ、第一次世界大戦が始まるまで産業界から画集や油絵の依頼を受けた。
一般市民がクレイの名前を知るようになったのはミュンヘンで出版されていた社会風刺雑誌「ジンプリチシムス」に、1908年にグロテスクなペン画が掲載されたことによってである。戯れに描いたペン画を雑誌の出版人のアルベルト・ランゲンが注目したもので、ランゲンの出版社からグレイの画集が出版された。グレイは1909年にミュンヘンに移り、ミュンヘンで出版されていた青年向け雑誌「Jugend」の挿絵画家としても働いた。また多くの書籍の挿絵の注文を受けるようになり、画廊の経営者とも良い関係を築くことができた。
第一次世界大戦とその後のインフレーションによる損害は、1922年の最初の妻の死もあって、画家の活動を停滞させたが、1928年に再婚し、雑誌の仕事を再開した。ナチスが権力を握った後、雑誌の仕事を止めたが、画集のいくつかは発禁の処置を受けた。第2次世界大戦が終わる少し前にミュンヘンで亡くなった。
グレイのイラストはウォルト・ディズニー・カンパニーに参加したジョー・グラントによってウォルト・ディズニーに紹介され、ウォルト・デズニーは1964年のTVのインタビューで影響を受けたと述べたとされ、現在もアメリカで人気が高い。

## 作品

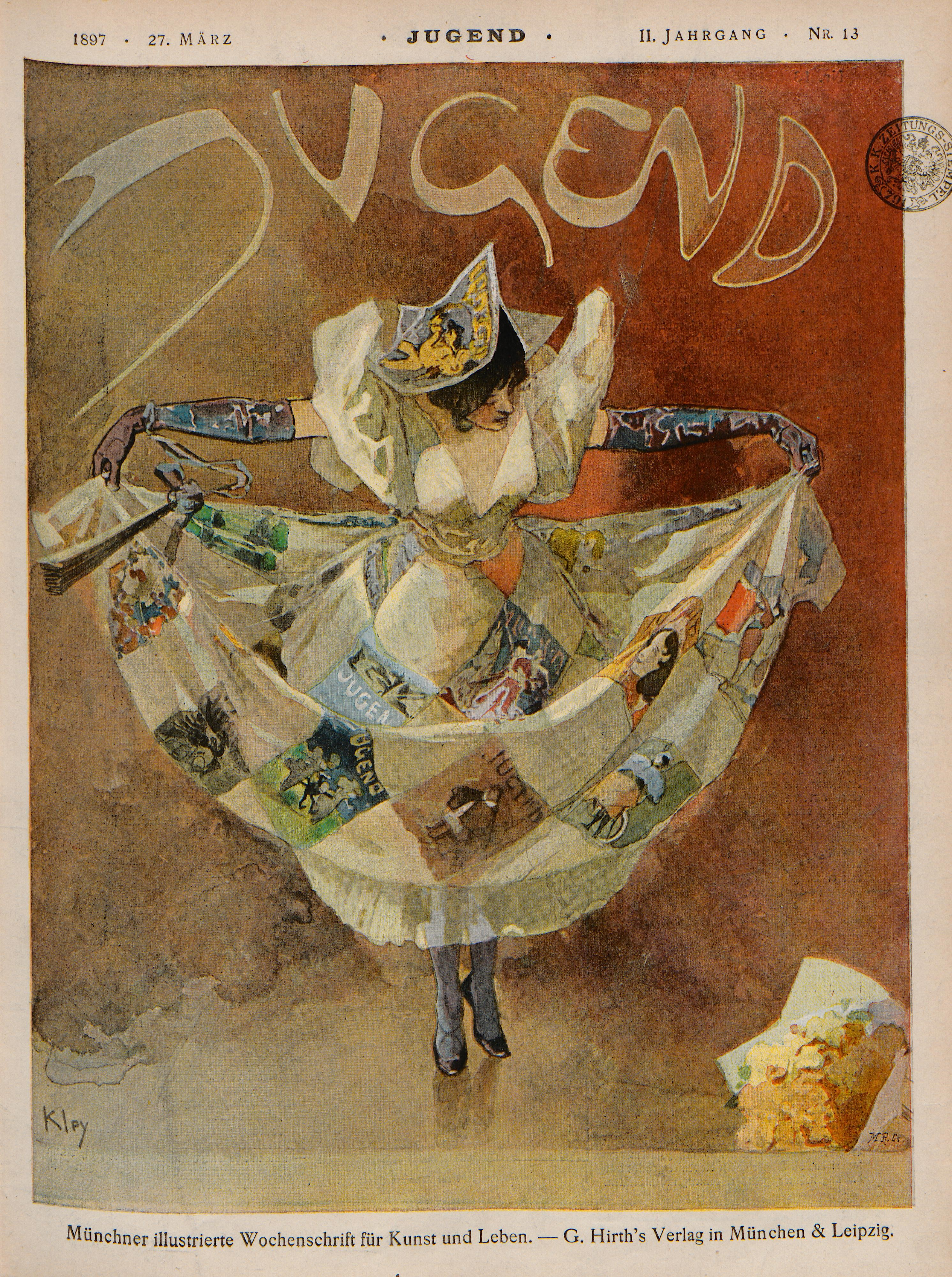
雑誌Jugend 表紙絵(1897)
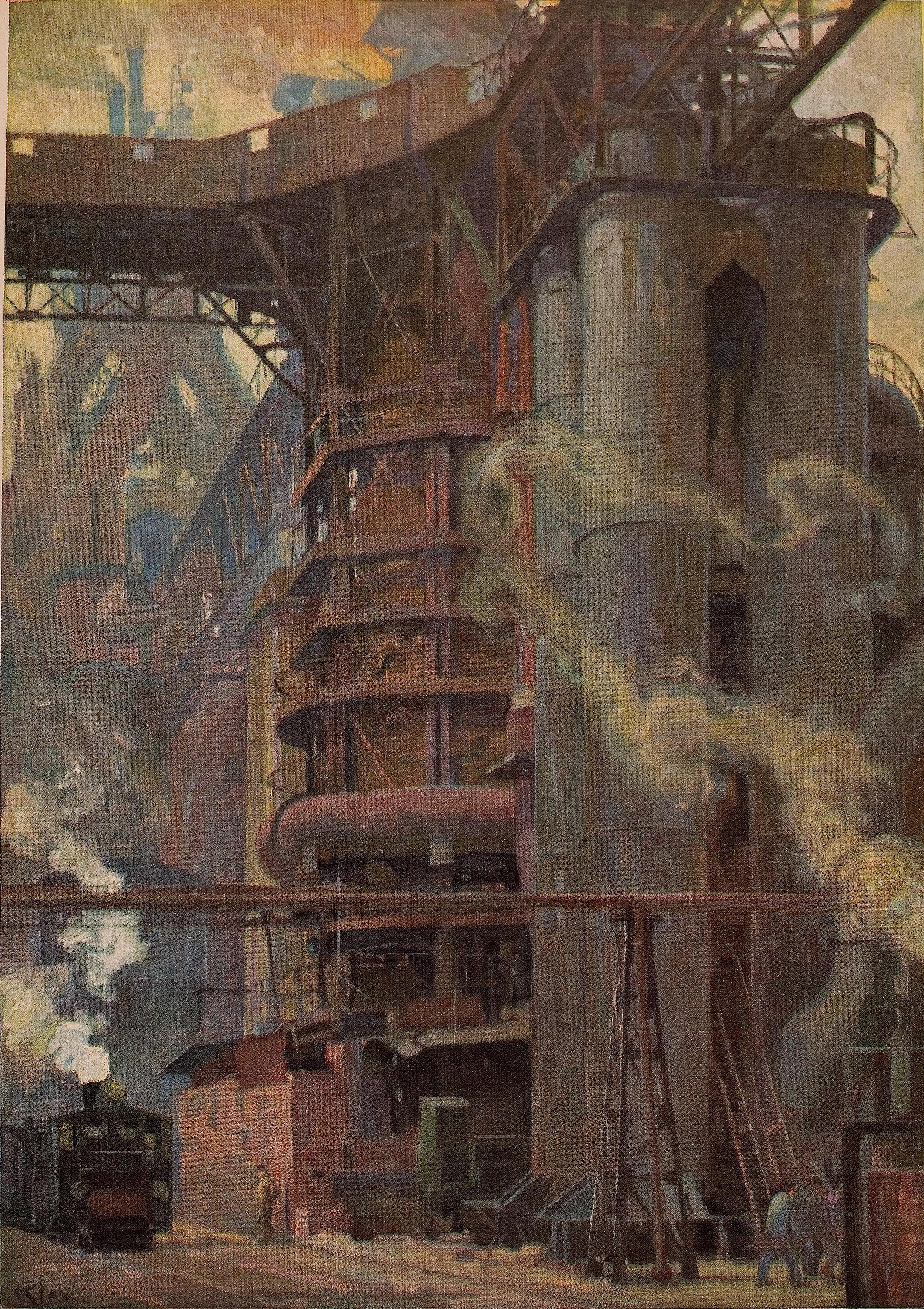
製鋼所 (1911)
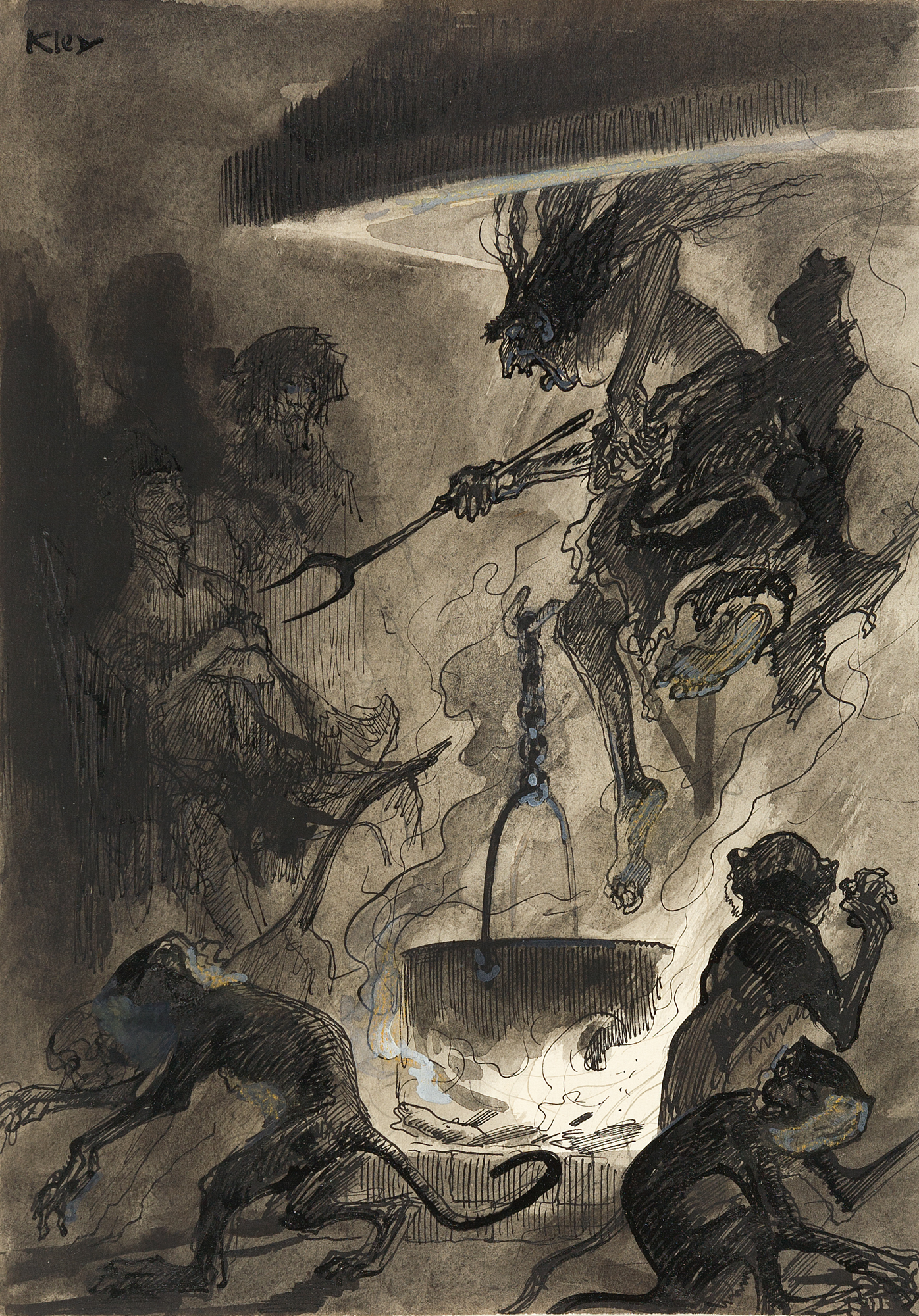
魔女の台所で
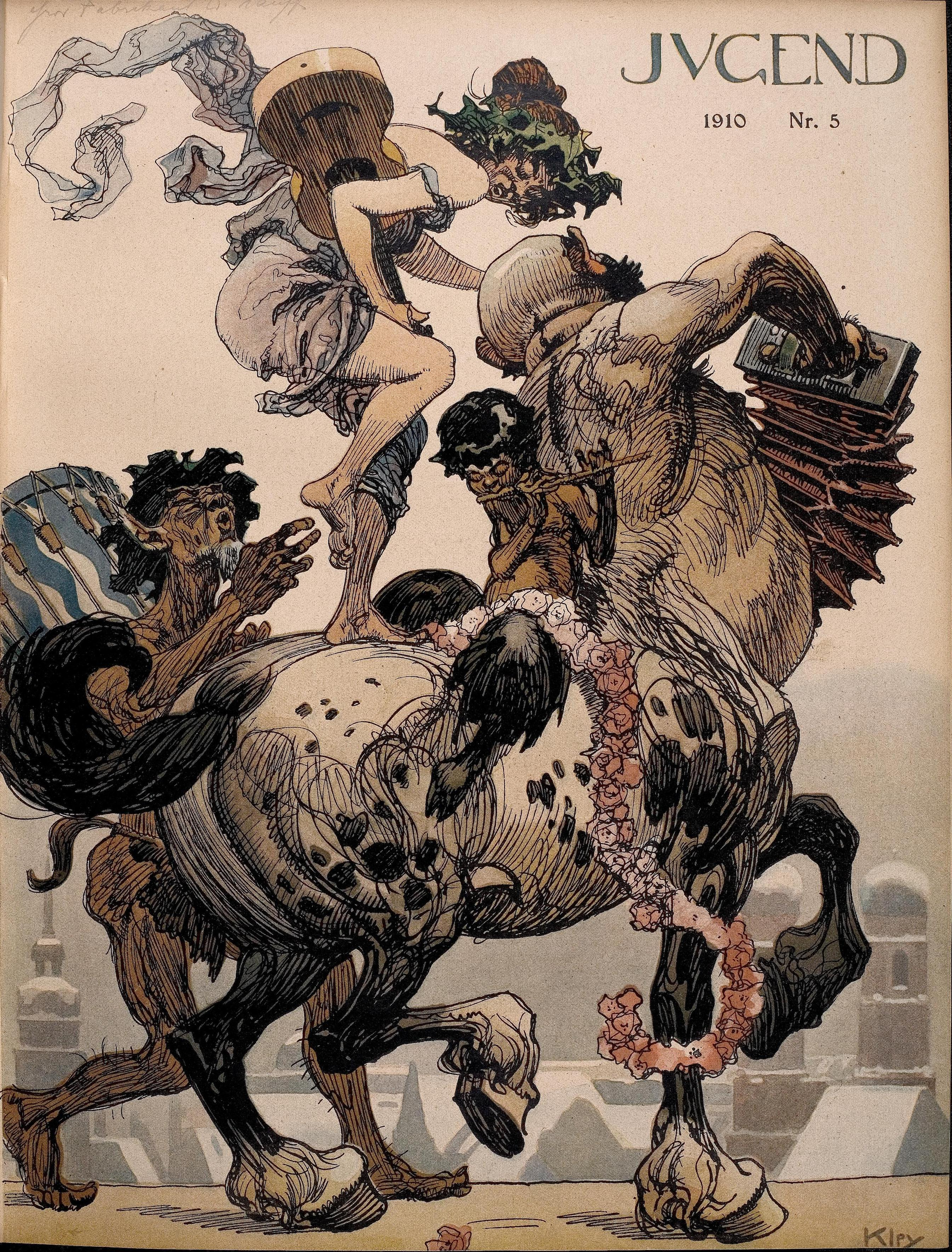
雑誌Jugend 挿絵

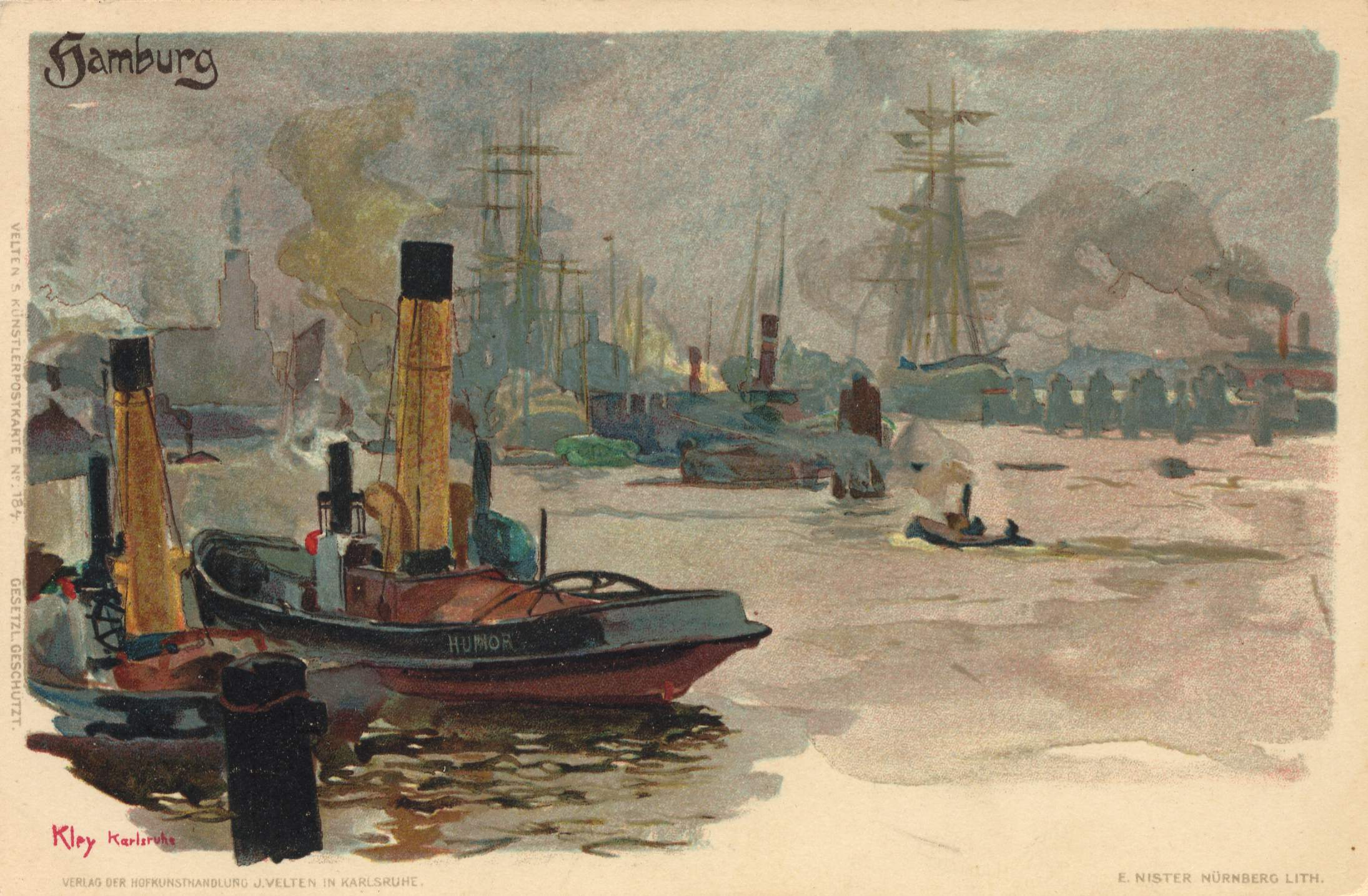
ハンブルクの港(c.1900)
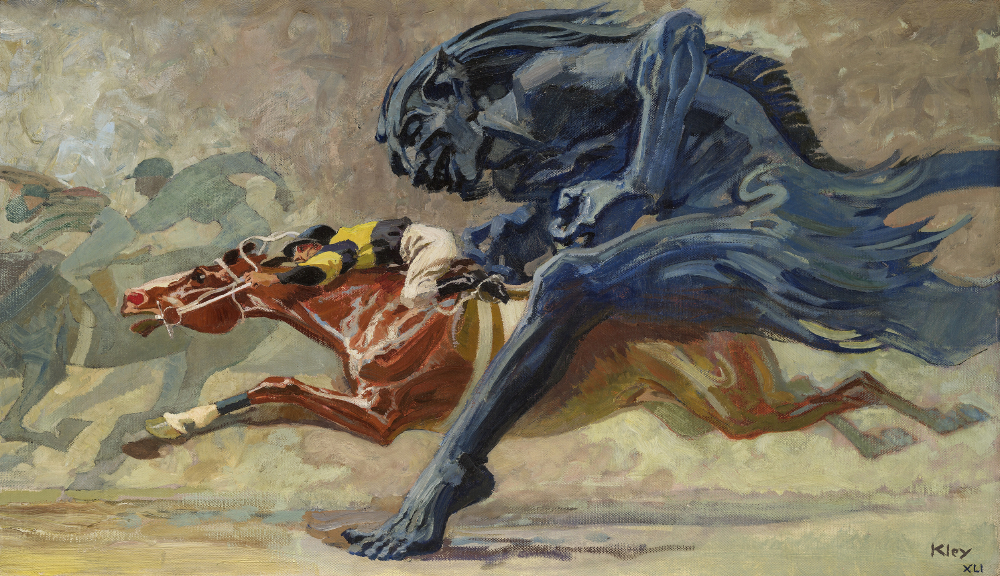